# Tekken 7
Tekken 7 (鉄拳7, Tekken Sebun) est un jeu vidéo de combat de la série Tekken développé et édité par Bandai Namco Games. Le jeu est le premier de la série à bénéficier du moteur Unreal Engine 4,. Il sort officiellement sur borne d'arcade le 18 mars 2015.
Une version améliorée intitulée Tekken 7: Fated Retribution, proposant différentes nouveautés comme des personnages, des stages et des nouvelles mécaniques de jeu, est annoncée en décembre 2015 et jouable périodiquement pendant certains événements en arcade au Japon à partir de février 2016, avant de sortir officiellement le 7 juillet 2016. Le jeu est sorti sur PlayStation 4, Xbox One et Microsoft Windows le 2 juin 2017 dans le monde.
En juin 2022, soit cinq ans après sa sortie initiale, Tekken 7 s'était écoulé à plus de 9 millions d'exemplaires, devenant le jeu le plus vendu de la franchise, devant Tekken 3 (8,36 millions d'exemplaires). En février 2024, des ventes de 11,8 millions d’exemplaires ont été annoncées.

## Système de jeu
Dans cet épisode, deux combattants s'affrontent dans un environnement 3D destructible (limité à certains murs et sols). Le but est de réduire la barre de santé de l'adversaire à 0 en lui assénant des coups. Le jeu attribue une touche à chaque bras et jambe du personnage. Il est alors possible de créer des enchaînements de plusieurs coups en essayant de les combiner, créant ainsi des combos. Chaque personnage a également la possibilité d'envoyer son adversaire dans les airs et ainsi l'enchaîner sans que celui-ci ne puisse riposter. Ce système s'appelle le juggle.
Le jeu propose plusieurs nouveautés :
- Tailspin : lors d'un juggle le joueur envoie via un coup spécial son adversaire au loin tomber sur le dos, l'empêchant de se relever immédiatement et permettant au joueur de continuer son combo ;
- Rage Art : lorsqu'un joueur est en fin de vie, la barre de santé clignote, indiquant que la possibilité d'effectuer un Rage Art. Ce coup permet d'asséner de gros dégâts à son adversaire avec un coup unique et mis en scène (jeu de caméra et effets spéciaux) ;
- Power Crush : le combattant a la possibilité d'utiliser un coup spécial qui ne peut pas être arrêté. Si l'adversaire frappe à ce moment la, ses coups infligent des dégâts mais il finit quand même par prendre le coup du combattant ayant lancé le Power Crush. Un Power Crush peut être arrêté uniquement par un coup bas ;
- Rage Drive : coup spécial (avec un halo bleu) disponible uniquement lorsque la santé de son propre joueur est basse. Il est différent selon chaque personnage et permet d'accomplir une action non disponible normalement. Cela permet selon le cas d'envoyer son adversaire sur un mur, de le mettre directement au sol, de prolonger un combo ou de sortir un combo unique.

## Personnages
Comme dans chaque Tekken, ce septième épisode compte de nouveaux personnages ainsi que d'anciens issus des précédents jeux. Deux nouveaux personnages ont été présentés pour le test de Tekken 7 en version arcade, Katarina et Claudio. Deux autres nouveaux personnages ont également été révélés, Kazumi Mishima, femme d'Heihachi Mishima apparue dans la bande-annonce de l'intro du jeu, et un combattant arabe sans nom, révélé par des illustrations conceptuelles. Par ailleurs, le réalisateur et producteur de la série, Katsuhiro Harada, a demandé à la communauté Tekken de faire-part de leurs éventuelles idées pour améliorer le personnage concernant son design. Harada lance une publication via Facebook pour entendre la communauté Tekken des pays du Moyen-Orient, il précise toutefois que l'équipe n'a pas encore décidé si le personnage sera dans le jeu ou non. La décision se fera en fonction des réactions et des commentaires de la communauté des fans de Tekken selon Harada.
Toujours dans la même nouvelle publiée par Harada, il dévoile que l'équipe avait l'idée d'inclure un personnage arabe depuis 2008, mais étant tous majoritairement japonais, aucun membre de l'équipe n'avait connaissance de la culture en passant par les vêtements du Moyen-Orient. De ce fait, Namco n'était pas en mesure de concevoir un personnage pareil à cette époque là. Ces dernières années, Harada visita des lieux tels que Dubaï aux Émirats arabes unis ou encore l'Arabie saoudite, c'est à partir de là qu'Harada et son équipe furent arrivés à la conception de ce nouveau personnage. À l'occasion des 20 ans de la série, Namco a présenté un évènement le week-end du 6-7 décembre 2014 dévoilant un nouveau personnage, Lucky Chloe.
Geese Howard, de la série Fatal Fury, est annoncé comme personnage jouable en DLC le 17 juillet 2017. Il sera disponible au cours de l'hiver de cette même année. Le 13 septembre 2017, c'est au tour de Noctis Lucis Caelum, protagoniste de Final Fantasy XV, d'être annoncé comme combattant jouable,. Le 5 août 2018, lors de l'EVO, Anna Williams et Lei Wulong sont annoncés en compagnie de Negan, quatrième guest, basé sur la version du personnage de la série The Walking Dead et le physique de l'acteur Jeffrey Dean Morgan. Anna Williams et Lei Wulong rejoindront le casting jouable de Tekken 7 avec le Season pass 2, le 6 septembre 2018. Lors de la finale du Tekken World Tour le 2 décembre 2018, Craig Marduk, Armor King et Julia Chang ont été dévoilés comme les derniers personnages du Season pass 2. Marduk et Armor King sont disponibles le 3 décembre 2018, alors que Julia et Negan sont jouables dès le 28 février 2019.
Le 4 août 2019, après la grande finale Tekken de l'EVO, les deux premiers personnages du Season Pass 3 sont révélés : Zafina et Leroy Smith, nouveau personnage afro-américain plutôt âgé et pratiquant le Wing Chun. Le contenu est complété avec l'arrivée de Ganryu et de Fahkumram, 2e personnage original.
Le 27 septembre 2020, le contenu du quatrième Season Pass commence à être révélé. Kunimitsu est officiellement confirmée et fait son retour après une absence de 25 ans dans la série canonique, sa dernière apparition jouable datant de Tekken 2. Cependant, derrière le masque se cache la fille de la Kunimitsu originale. Elle reprend le masque et le titre "Kunimitsu" et a un style de combat identique à celui de Tekken Tag Tournament 2. Le 2e personnage du Season Pass, Lidia Sobieska, est rendu disponible au téléchargement le 23 mars 2021.
| Personnages d'origine | Nouveaux personnages |
| --- | --- |
| - Alisa Bosconovitch - Anna Williams - Asuka Kazama - Armor King - Bob Richards - Bryan Fury - Craig Marduk - Devil Jin - Eddy Gordo - Eliza - Feng Wei - Ganryu - Heihachi Mishima - Hwoarang - Jin Kazama - Julia Chang - Kazuya Mishima/Devil - King - Kuma/Panda - Kunimitsu - Lars Alexandersson - Lee Chaolan/Violet - Leo Kliesen - Lei Wulong - Lili Rochefort - Ling Xiaoyu - Marshall Law - Miguel Caballero Rojo - Nina Williams - Paul Phoenix - Sergei Dragunov - Steve Fox - Yoshimitsu - Zafina | - Akuma - Claudio Serafino - Fahkumram - Gigas - Geese Howard - Josie Rizal - Katarina Alves - Kazumi Mishima - Leroy Smith - Lidia Sobieska - Lucky Chloe - Master Raven - Negan - Noctis Lucis Caelum - Shaheen |

## Développement
Tekken 7 a été annoncé par le producteur Katsuhiro Harada le 13 juillet 2014 lors de l'EVO 2014. À l'origine, le jeu n'a pas été prévu pour être annoncé lors de cet événement, mais à cause d'une vidéo de présentation du jeu diffusée, Harada n'avait pas le choix pour l'annoncer.
Une partie de la bande-annonce est en anglais et en japonais, la vidéo présente des personnages connus de la série, Kazuya Mishima et Heihachi Mishima. Une nouvelle figure est aperçue et révélée plus tard comme étant Kazumi Mishima. La bande-annonce complète est diffusée lors du festival San Diego Comic-Con International.

## Esport
Le 28 mars 2023, Bandai Namco Entertainment a annoncé les événements de la compétition esport du Tekken World Tour 2023. Ces événements permettent aux joueurs de s'affronter pour le classement mondial de Tekken 7.

### Événements Master
| Organisation              | Ville     | Date                    |
| ------------------------- | --------- | ----------------------- |
| Evo Japan 2023            | Tokyo     | 31 mars au 2 avril 2023 |
| The MIXUP 2023            | Lyon      | 22 et 23 avril 2023     |
| Punishment 2              | La Paz    | 6 mai 2023              |
| Combo Breaker             | Chicago   | 26 au 28 mai 2023       |
| Battle Arena Melbourne 13 | Melbourne | 9 au 11 juin 2023       |

## Accueil

### Ventes
En octobre 2017, Tekken 7 s'était écoulé à plus de 2 millions d'exemplaires.
En décembre 2019, Tekken 7 s'était écoulé a plus de 5 millions d'exemplaires.
En mars 2021, Tekken 7 s'est écoulé à plus de 7 millions de copies.
En juin 2022, soit cinq ans après sa sortie initiale, Tekken 7 s'était écoulé à plus de 9 millions d'exemplaires, devenant le jeu le plus vendu de la franchise, devant Tekken 3 (8,36 millions d'exemplaires).
En février 2024, des ventes de 11,8 millions d’exemplaires ont été annoncées